# Henri Roques
Henri Roques (* 10. November 1920 in Lyon; † 16. März 2014 in Colombes) war ein französischer Agronom. Er gehörte zu den führenden französischen Negationisten bzw. Holocaustleugnern. 1986 löste er einen akademischen Skandal aus, als bekannt wurde, dass er mit einer revisionistischen Dissertation über den Gerstein-Bericht an der Universität Nantes promoviert worden war.

## Leben

### Politischer und biographischer Hintergrund
Roques betätigte sich während der 1950er Jahre politisch in rechtsextremen und neofaschistischen Kreisen. So gehörte er zu den Mitbegründern der rechtsextremen und später verbotenen Phalange française und wirkte von 1955 bis 1958 unter dem Namen Henri Jalin zugleich als deren Generalsekretär. Auch unterstützte er die Gründung der Deutschen Sozialen Union Otto Strassers. 1955 kam er mit Paul Rassinier in Kontakt, zu dem er nach eigenen Angaben eine Freundschaft aufbaute. Als Henri Jalin und Henri Saint-Marceau schrieb er für verschiedene Publikationen, darunter bis 1963 als Frankreich-Korrespondent für die in Belgien erscheinende Zeitschrift L'europe reelle der neonazistischen Organisation Europäische Neue Ordnung (Nouvel ordre européen). Bis zum Skandal um seine Doktorarbeit hielt er sich politisch jedoch bedeckt. Ab 1986 engagierte er sich im Umfeld der Front National (FN), in der seine Frau Parteiämter hielt. Er selbst gehörte der FN jedoch nicht an.

### Promotion in Nantes 1985
Angeregt durch Robert Faurisson begann Roques 1981 mit einer Doktorarbeit über den Gerstein-Bericht. Als Betreuer gewann Roques den dem Rassemblement pour la République nahestehenden Literaturwissenschaftler Jacques Rougeot von der Universität Paris IV, der in verschiedenen Organisationen am rechten Rand des Gaullismus aktiv war. Nach Fertigstellung der Dissertation im April 1984 gelang es Rougeot jedoch nicht, weitere Professoren zur Bildung einer Prüfungskommission zu bewegen. Historiker hatten es abgelehnt, sich daran zu beteiligen. Anfang 1985 fand Roques dann in Jean-Claude Rivière einen Mediävisten und Spezialisten für okzitanische Sprache und Literatur an der Universität Nantes, der nicht nur bereit war, Roques zu promovieren, sondern auch in der Lage, eine Prüfungskommission zu bilden. Neben Rivière gehörten der Kommission Jean-Paul Allard, Dozent für deutsche Sprache und Literatur an der Universität Lyon III, und Pierre Zind, katholischer Priester, elsässischer Separatist und Professor für Erziehungswissenschaft an der Universität Lyon II an. Alle drei standen dem rechtsextremen Theoriezirkel GRECE nahe. Allard war ein ehemaliges Mitglied und Zind hatte bereits bei dem Verlag von GRECE publiziert. Rivière war zudem ein Mitbegründer und Mitherausgeber der GRECE-Zeitschrift Nouvelle École.
Am 15. Juni 1985 verteidigte Roques seine Dissertation öffentlich. Obwohl der im Verfahren vorgesehene Berichterstatter Thierry Buron, ein Assistent Rivières, aus familiären Gründen fehlte, wurde Roques mit der Note très bien („sehr gut“) promoviert. Roques begann umgehend damit, die Ergebnisse seiner Studie, die nunmehr als Dissertation angenommen war, in Pressemitteilungen zu verbreiten und eine Publikation vorzubereiten.

### Öffentlicher Skandal und Annullierung der Promotion
Der französische Historiker Georges Wellers unterzog Roques’ Dissertation in der Zeitschrift Le monde juif Anfang 1986 einer vernichtenden Kritik. Erst durch diese Veröffentlichung wurde eine Reihe von Professoren der Universität Nantes auf die Promotion aufmerksam. Am 15. Mai 1986 veröffentlichte der Journalist Phillipe Bouglé in der Wochenzeitschrift La Tribune einen Artikel mit dem Titel Une „affaire  Faurisson“ à Nantes? (Eine „Faurisson-Affäre“ in Nantes?). Darin berichtete er von einer Petition, die in der Universität Nantes zirkuliere, wonach der gute Name der Universität mit einem Werk verknüpft worden sei, in welchem unter dem Schutz von Pseudo-Kritik eine Kampagne systematischer Desinformation durch die extreme Neo-Nazi Rechte unterstützt werde. Nun erregte die Angelegenheit nationale Aufmerksamkeit und führte zu einem europaweit beachteten Skandal. Unter anderem wurde am 23. Mai 1986 im Fernsehen eine Debatte zwischen Roques und seinem Anwalt Éric Delcroix mit Claude Lanzmann, Georges Wellers, Jean-Claude Pressac und Bernard Jouhanneau übertragen.
Der französische Erziehungsminister Alain Devaquet berief am 25. Mai 1986 eine Untersuchungskommission, die den Ablauf des Promotionsverfahrens untersuchen sollte. Kritiker hatten darauf hingewiesen, dass Roques seine Thesen nicht der geschichtswissenschaftlichen, sondern der literaturwissenschaftlichen Fakultät vorgelegt hatte. Zeithistoriker waren nicht hinzugezogen worden, während Rivière und Zind Mediävisten waren und Allard Sprachen studierte. Außerdem wurde moniert, dass Buron auf der Anwesenheitsliste geführt wurde, obwohl er nicht zugegen gewesen war. Verteidiger Roques’ taten die gefälschte Unterschrift Burons damit ab, dass dies eine Unachtsamkeit gewesen sei, welche das Verfahren selbst nicht ungültig mache.
Die Untersuchung ergab, dass Roques drei Monate nach Ende der Einschreibefristen und ohne Erlaubnis des Universitätsrektors von Paris nach Nantes gewechselt war. Ihm fehlte außerdem die nötige Qualifikation, um in Literatur oder Geschichte zu promovieren. Eine vorgeschriebene mündliche Prüfung hatte nicht stattgefunden. Roques hatte seine Dissertation zudem schneller eingereicht, als in der Promotionsordnung vorgesehen war. Dazu kam die Unterschriftenfälschung auf der Liste der Teilnehmer an der Verteidigung der Dissertation. Am 2. Juli 1986 wurde Roques’ Promotion durch den Erziehungsminister und am 3. Juli 1986 durch die Universität mit Hinweis auf die Unregelmäßigkeiten im Verfahren annulliert. Diese Entscheidung wurde 1992 durch den französischen Staatsgerichtshof letztinstanzlich bestätigt.
Roques publizierte sein Werk dennoch, unter anderem auf Englisch mit Hilfe des Institute for Historical Review. Eine deutsche Übersetzung besorgte Günter Deckert. Roques setzte seine Arbeit mit Unterstützung von Vincent Reynouard fort und veröffentlichte auch unter den Pseudonymen Henri Jalin und Andre Chelain. Von 1990 bis 1992 leitete er die Revue d'Histoire révisionniste.

## Werk
Roques’ Beschäftigung mit dem Gerstein-Bericht entsprach den gängigen negationistischen und holocaustleugnenden Strategien. Roques erhob den Gerstein-Bericht in den Rang eines Schlüsseldokuments zum Holocaust und destruierte das Dokument anschließend durch den Hinweis auf „Ungereimtheiten“, um dadurch die Existenz der nationalsozialistischen Vernichtungslager insgesamt in Frage zu stellen. Bereits Paul Rassinier hatte anlässlich der von dem Historiker Léon Poliakov veröffentlichten verschiedenen Textfassungen des Gerstein-Berichts auf Differenzen zwischen den unterschiedlichen Fassungen hingewiesen. Den unmittelbaren Anstoß erhielt Roques aber wohl durch eine Erklärung zur Judenvernichtung, die 34 Historiker am 21. Februar 1979 in der Zeitung Le Monde abgegeben hatten und in die eine Passage aus dem Gerstein-Bericht mit überhöhten Zahlenangaben eingearbeitet war. Robert Faurisson hatte dies zum Anlass genommen, einen Prozess anzustrengen.
Roques machte es sich zu Nutze, dass der Gerstein-Bericht in unterschiedlichen Fassungen, Sprachen und Überlieferungsformen vorliegt. Gerstein hatte sich gegen Ende des Krieges in französische Kriegsgefangenschaft begeben und dort von April bis Mai 1945 seinen Augenzeugenbericht jeweils in französischer, englischer und deutscher Sprache niedergelegt. Teils liegen diese Texte hand- und teils maschinenschriftlich vor. Statt eine textkritische Untersuchung der verschiedenen Fassungen vorzunehmen, begnügte sich Roques damit, „Unwahrscheinlichkeiten und Ungereimtheiten“ aufzuzeigen. Dabei behauptete er, allein die französischen Textfassungen seien authentisch, weil nur sie in Gersteins Handschrift vorlägen. Die deutschen Textfassungen hingegen müssten Fälschungen sein. Da Gerstein das Französische aber nur leidlich beherrschte, fiel es Roques leicht, Ungenauigkeiten und Fehler aufzuzeigen. Textstellen, die sich auf diese Weise dennoch nicht disqualifizieren ließen, wertete er als Übertreibungen und zwanghafte Geständnisse eines Psychopathen. Außerdem griff er selbst verfälschend in seine Quellen ein. So verwendete er in seiner Dissertation eine französische Übersetzung der deutschen Fassung des Gerstein-Berichts, um die stilistischen Merkmale eines fremden Verfassers aufzeigen zu können, die er dann als Beweis für eine Fälschung durch alliierte „Dunkelmänner“ ausgab. In der deutschen Ausgabe wurde zwar der deutsche Originaltext des Gerstein-Berichts abgedruckt, aber mit zusätzlichen Fehlern versehen, etwa mit drei verschiedenen Schreibweisen von Belzec. In einer Anmerkung kommentierte Roques dann, die Schreibweise sei stets falsch; Gerstein aber hätte die richtige Schreibweise gekannt. Auf diese Weise kam er zu dem Schluss, die nationalsozialistischen Massentötungen durch Gas seien nur schwer zu glauben und gänzlich unbewiesen, ohne den Holocaust offen zu leugnen.
Auch Peter Kunze kritisiert, dass Roques falsch zitiert. Um wesentliche Teile von Gersteins Bericht als posthume Fälschungen abzutun, sei Roques keine Konstruktion zu absurd und kein wirklicher oder vermeintlicher Schreibfehler Gersteins zu unwichtig. Kunze kommt zu dem Schluss, dass Roques’ Arbeit „ein an der Grenze zum Schwachsinn stehender Betrugsversuch [ist].“

## Schriften
- Mémoire sur Léon Poliakov face aux confessions de Gerstein. N.n, S.l 1981.
- Les "confessions" de Kurt Gerstein. Etude comparative des differentes versions : edition critique. Université de Nantes, Nantes 1985.
  - deutsche Ausgabe: Die "Geständnisse" des Kurt Gerstein. Zur Problematik eines Schlüsseldokuments. Druffel, Leoni am Starnberger See 1986, ISBN 9783806110487.
  - englische Ausgabe: The "confessions" of Kurt Gerstein. Institute for Historical Review, Costa Mesa, California 1989.
- als André Chelain: Faut-il fusiller Henri Roques?. Polémiques; Diffusion, Ogmios, Paris 1986.
- als André Chelain: La thèse de Nantes et l'affaire Roques. Avec le texte et les appendices de la thèse soutenue à Nantes 15 juin 1985 par le Dr Henri Roques, "Les confessions de Kurt Gerstein, étude comparative des différentes versions." Polqmiques; Mercure Diffusion, Paris 1988, ISBN 9782906407039.
- Hg.: Günter Deckert, der nicht mit den Wölfen heulte, 1940-2000. Germania-Verlag, Weinheim 2001.
- mit Vincent Reynouard: Sur "Amen" de Costa-Gavras. Acquittement pour Pie XII. V. Reynouard, Bruxelles (BP 256, B-1050), [diff. en France] 2003.